# 赤木柄
赤木柄(あかぎづか)は、あかぎづくりの柄、腰刀の柄を赤木で作ったものである。

## 概要
鎌倉時代中期以降の槍や短刀の柄材としての赤木とは、アカガシもしくは代替材のクリを指すことが一般的である。堅牢で材加工が難しく成長も遅いため短刀の柄のような身短い材以外で用いられることは稀で高級材であった。安土桃山時代以降の鑿による加工技術が上がり物流も盛んになって九州などの温暖な地域から輸搬されると木刀などの器具にも用いられるようになった。